# Adeline Records

Logo de Adeline Records

Adeline Records es un sello discográfico que se formó en Oakland, California a finales de 1997 . Fue creado por Billie Joe Armstrong , vocalista de Green Day, el guitarrista de Green Day Jason White y el skater profesional Jim Thiebaud. Actualmente la compañía San Diego y continúa lanzando música en vinilo y CD. Es empresa hermana de una marca de ropa llamada Adeline Street.
Bandas actuales: Living with Lions, Look México, The Frustrators, Green Day (lanzamientos en vinilo solamente), Stickup Kid, Jesse Malin, Pinhead Gunpowder, One Man Army, White Wives y Timmy Curran.
Bandas anteriores:Emily's Army, Broadway Calls, AFI, Agent 51, The Influents, The Hours, Fetish, Fleshies, The Frisk, The Living End, The Soviettes, The Network y The Thumbs.
- Datos: Q355175